# Канарси (Бруклин)
Канарси ( /kəˈnɑrsi/ ) — преимущественно жилой район в юго-восточной части Бруклина, Нью-Йорк. Канарси граничит на востоке с Фреш-Крик-Бейсин, 108-й Восточной улицей и Луизиана-авеню; на севере — с бульваром Линден; на западе — с Ральф-авеню; на юго-западе — с Паэрдегат-Бейсин; а на юге — с бухтой Джамейка. Он примыкает к районам Ист-Флэтбуш на западе, Флэтлендс и Берген-Бич на юго-западе, Старретт-Сити на востоке, Ист-Нью-Йорк на северо-востоке и Браунсвилл на севере.
Территория около Канарси изначально была заселена коренными американцами племени Канарси. Название общины происходит от слова из языка ленапе, означающего «огороженная территория». После прибытия европейцев Канарси изначально был рыбацкой общиной, но в конце XIX — начале XX века стал популярным летним курортом. К концу 1930-х и началу 1940-х годов курорты были разрушены, и Канарси превратился в преимущественно итало-американский и еврейский пригород. В 1970-х годах расовая напряжённость возникла из-за спора о зонировании школ в этом районе, и в результате этого к концу 1990-х годов Канарси стал преимущественно чернокожим районом с большой численностью выходцев из Вест-Индии.
Канарси является частью Бруклинского общественного округа 18, его основной почтовый индекс — 11236. Его патрулирует 69-й участок полицейского департамента Нью-Йорка. Пожарные услуги предоставляются пожарной частью Engine Co. 257/Ladder Co. 170/Battalion 58 пожарного департамента города Нью-Йорка. Политически он представлен 42-м и 46-м округами городского совета Нью-Йорка.